# Бубрих Дмитро Володимирович
Бубрих Дмитро Володимирович (рос. Бубрих Дмитрий Владимирович) (нар. 13 липня 1890, Санкт-Петербург, Російська імперія — пом. 30 листопада 1949, Ленінград, РРФСР) — російський лінгвіст, член-кореспондент АН СРСР. Один із найвидатніших фіно-угрознавців ХХ століття. Досліджував удмуртську, лівві-карельську, ерзянську та комі мови. 

## Наукова діяльність
Досліджував проблеми славістики та індоєвропеїстики, питання акцентології та інтонації у давніх та сучасних індоєвропейських мовах. У праці «З праслов'янської фонетики» лінгвіст охарактеризував перехід праслов'янських рефлексів праіндоєвропейських дифтонгів у носовий, монофтонгізацію дифтонгів.

### Наукові публікації
- Севернокашубская система ударения. Пгр, 1924.
- Карелы и карельский язык. М., 1932.
- Грамматика карельского языка. Петрозаводск, 1937 (также в книге Бубрих 2005).
- Эрзя-мордовская грамматика-минимум. Саранск, 1947.
- Историческая фонетика удмуртского языка (сравнительно с коми языком). Ижевск, 1948.
- Историческая фонетика финского-суоми языка. Петрозаводск, 1948 (также в книге Бубрих 2005).
- Грамматика литературного коми языка. Л., 1949.
- Историческая грамматика эрзянского языка. Саранск, 1953.
- Историческая морфология финского языка. М.-Л., 1955 (также в книге Бубрих 2005).
- Прибалтийско-финское языкознание: избранные труды. / Под ред. Г. М. Керта, Л. И. Сувиженко. СПб: СПбГУ, 2005.